# Yvon Boëlle
Yvon Boëlle est un photographe français né le 6 septembre 1951, près de Saint-Malo. Photographe de nature et de patrimoine, ses terrains de prédilection sont les pays de l'arc atlantique et les chemins de Compostelle.

## Biographie
Yvon Boëlle passe une grande partie de sa jeunesse à Saint-Malo.
Le photographe breton, souvent qualifié de « guetteur de lumières », travaille de l'Irlande à la Galice, en passant par la Bretagne.
Depuis 1996, il a entrepris un travail sur les Chemins de Compostelle, ce qui a donné lieu à plusieurs ouvrages. Ses photographies sont publiées en France et à l'étranger et elles ont été acquises par des collections publiques et privées.